# Atletika na Letních olympijských hrách 1972 – 100 metrů ženy
 Běh na 100 metrů žen na Letních olympijských hrách 1972 se uskutečnil ve dnech 1.  a 2. září  na Olympijském stadionu v Mnichově. Vítězkou se stala reprezentantka Německé demokratické republiky Renate Stecherová, když vytvořila časem 11,07 nový světový rekord. Stříbrnou medaili získala Australanka Raelene Boyleová a bronz Kubánka Silvia Chivásová.

## Výsledky finálového běhu
| *                | jméno                | země                           | čas   |
| ---------------- | -------------------- | ------------------------------ | ----- |
| Zlatá medaile    | Renate Stecherová    | Německá demokratická republika | 11,07 |
| Stříbrná medaile | Raelene Boyleová     | Austrálie                      | 11,23 |
| Bronzová medaile | Silvia Chivásová     | Kuba                           | 11,24 |
| 4                | Iris Davisová        | Spojené státy americké         | 11,32 |
| 5                | Annegret Richterová  | Západní Německo                | 11,38 |
| 6                | Alice Annumová       | Ghana                          | 11,41 |
| 7                | Barbara Ferrellová   | Spojené státy americké         | 11,45 |
| 8                | Eva Glesková-Lehocká | Československo                 | 12,48 |